# Контактёр

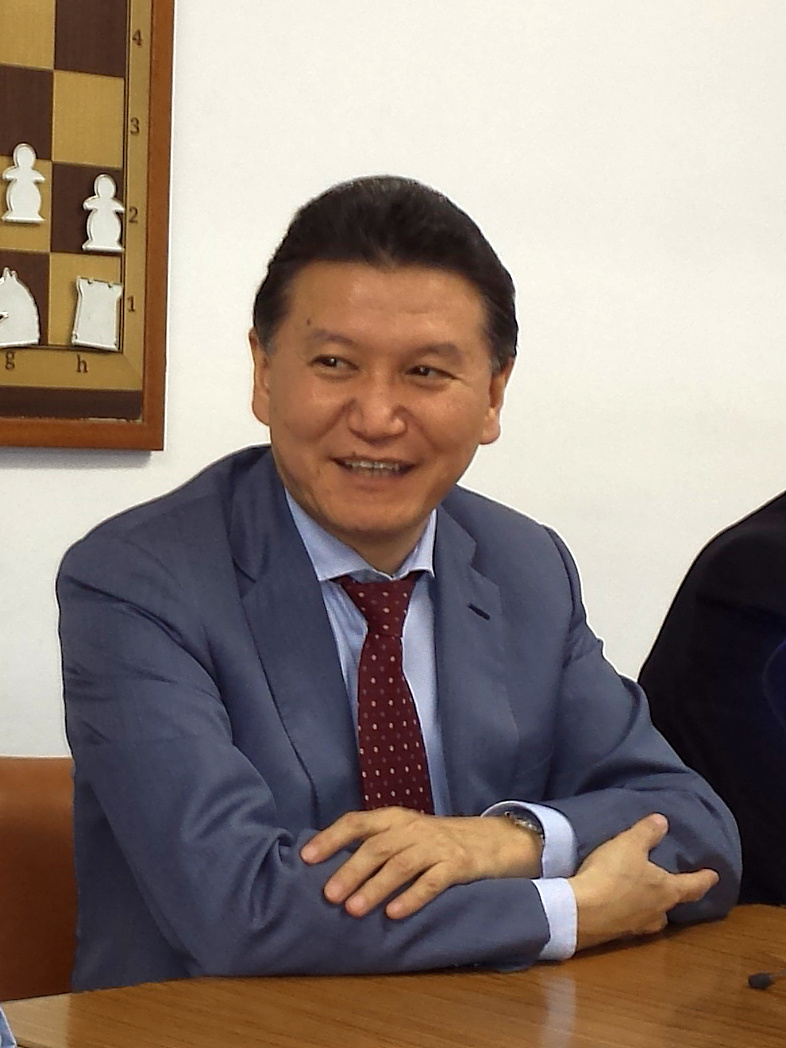
Кирсан Илюмжинов, один из самых известных контактёров

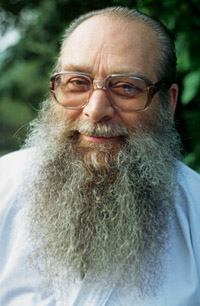
Билли Майер

Контактёры — люди, которые утверждают, что вступали в контакт с инопланетянами. Как правило, контактёры утверждают, что внеземные существа передали им свою мудрость или важные послания для человечества. Контактёры описывают свои встречи с ними как регулярные или единичные. Главное отличие подобных контактов от абдукций в том, что контактёры делают всё добровольно, и в их отношении не используется насилие, в отличие от похищений, когда люди, по их словам, подвергаются опытам, сексуальным и моральным издевательствам, а также нанесению увечий.
По мнению некоторых уфологов, анализ данного феномена не даёт однозначных ответов на то, были ли контакты с внеземным разумом настоящими, или же это фальсификация и самообман.
В бюллетене «В защиту науки», издаваемом Комиссией по борьбе с лженаукой и фальсификацией научных исследований при Президиуме РАН контактёрство охарактеризовано как лженаука.

## Суть феномена
Феномен контактёров начал развиваться в 1940-х годах и с того времени наблюдается рост его масштабов.
Контактёры описывают пришельцев как дружелюбных существ, в целом идентичных людям. Как правило, пришельцы говорят о своей обеспокоенности будущим человечества, ввиду непрекращающихся войн и ядерного вооружения.
Кертис Пиблз выделяет в рассказах большинства контактёров общие черты:
- Контактёры имели личный и/или ментальный контакт с дружественными космическими пришельцами.
- Контактёры летали на борту летающих тарелок и отправлялись в космос и на другие планеты.
- Пришельцы хотят помочь человечеству решить многие проблемы, остановить ядерные испытания и предотвратить гибель человечества. Они сообщали, что эти проблемы легко решить, если распространять на Земле любовь ко всем вокруг.
- Контактёров навещают таинственные люди в чёрном, которые оказывают психологическое давление и высказывают в их адрес угрозы.

## Критика
Скептики считают, что рассказы о контактах с инопланетянами являются вымыслом, и подобного рода истории вводят окружающих в заблуждение. Есть предположения, что такие рассказы порождают ложная память, галлюцинации и очень реалистичные сны. Кристофер Патридж отмечает важность того факта, что до 1947 года контактёры «не были связаны с НЛО». Некоторые уфологи утверждают, что многие контактёры своими заявлениями и поведением вредят имиджу уфологии и мешают развитию исследований инопланетных цивилизаций.
Известный британский зоопсихолог Крис Френч считает, что все истории о близких контактах с инопланетянами объясняются психологией претендентов на такие контакты.